# Mirko Alilović
Mirko Alilović, född 15 september 1985 i Ljubuški i SFR Jugoslavien (nuvarande Bosnien och Hercegovina), är en kroatisk handbollsmålvakt. Han spelade 164 landskamper för Kroatiens landslag från 2008 till 2018.

## Klubbar
- HRK Izviđač (2000–2005)
- CB Ademar León (2005–2010)
- RK Celje (2010–2011)
- Veszprém KC (2011–2018)
- SC Pick Szeged (2018–)